# Unterseeboot U-54 (1916)
Pour les autres navires du même nom, voir Unterseeboot 54.
L'Unterseeboot U-54 est l’un des 329 sous-marins servant dans la Kaiserliche Marine pendant la Première Guerre mondiale. L'U-54 a été engagé dans la guerre navale et a pris part à la première bataille de l'Atlantique.

## Affectations
- IIe flottille : du 2 juillet 1916 au 11 novembre 1918.

## Commandants
- Kapitänleutnant Freiherr Volkhard von Bothmer[2] : du 16 mai 1916 au 19 mai 1917.
- Kptlt. Kurt Heeseler[3] : du 20 mai 1917 au 22 mars 1918.
- Oblt.z.S. Hellmuth von Ruckteschell[4] : du 23 mars au 11 novembre 1918.

## Navires coulés
| Date              | Nom               | Nationalité | Tonnage | Destin.   |
| ----------------- | ----------------- | ----------- | ------- | --------- |
| 3 février 1917    | Tamara            | Norvège     | 453     | Coulé     |
| 4 février 1917    | Floridian         | Royaume-Uni | 4777    | Coulé     |
| 4 février 1917    | Palmleaf          | Royaume-Uni | 5489    | Coulé     |
| 5 février 1917    | Ainsdale          | Royaume-Uni | 1825    | Endommagé |
| 5 février 1917    | Azul              | Royaume-Uni | 3074    | Coulé     |
| 7 février 1917    | Wallace           | Royaume-Uni | 3930    | Endommagé |
| 7 février 1917    | Saxonian          | Royaume-Uni | 4855    | Coulé     |
| 15 mars 1917      | Eugène Pergeline  | France      | 2203    | Coulé     |
| 1 avril 1917      | Consul Persson    | Norvège     | 1835    | Coulé     |
| 1 avril 1917      | Fjelland          | Norvège     | 387     | Coulé     |
| 2 avril 1917      | Havlyst           | Norvège     | 532     | Coulé     |
| 3 juin 1917       | San Lorenzo       | Royaume-Uni | 9607    | Endommagé |
| 7 juin 1917       | Jonathan Holt     | Royaume-Uni | 1523    | Coulé     |
| 13 juin 1917      | Darius            | Royaume-Uni | 3426    | Coulé     |
| 23 juillet 1917   | Ashleigh          | Royaume-Uni | 6985    | Coulé     |
| 23 juillet 1917   | Huelva            | Royaume-Uni | 4867    | Coulé     |
| 25 juillet 1917   | Rustington        | Royaume-Uni | 3071    | Coulé     |
| 26 juillet 1917   | Somerset          | Royaume-Uni | 7163    | Coulé     |
| 31 juillet 1917   | Alcides           | Norvège     | 2704    | Coulé     |
| 16 septembre 1917 | Arabis            | Royaume-Uni | 3928    | Coulé     |
| 17 septembre 1917 | Niemen            | France      | 1888    | Coulé     |
| 19 septembre 1917 | Marthe Marguerite | France      | 588     | Coulé     |
| 24 septembre 1917 | Louis Bossert     | Norvège     | 605     | Coulé     |
| 25 septembre 1917 | Marceau           | France      | 292     | Coulé     |
| 30 avril 1918     | HMS Starmount     | Royal Navy  | 2485    | Endommagé |
| 8 mai 1918        | Dux               | Royaume-Uni | 1349    | Coulé     |
| 8 mai 1918        | Princess Dagmar   | Royaume-Uni | 913     | Coulé     |
| 10 mai 1918       | Wileysike         | Royaume-Uni | 2501    | Coulé     |
| 16 juillet 1918   | HMS Anchusa       | Royal Navy  | 1290    | Coulé     |
| 27 septembre 1918 | En Avant          | France      | 86      | Coulé     |
| 29 septembre 1918 | Libourne          | Royaume-Uni | 1219    | Coulé     |